# Xanthopimpla stulta
Xanthopimpla stulta är en stekelart som beskrevs av André Seyrig 1932. Xanthopimpla stulta ingår i släktet Xanthopimpla och familjen brokparasitsteklar. Inga underarter finns listade i Catalogue of Life.